# سیف‌علی پایین
سیف‌علی پایین (به لاتین: Aşağı Seyfəli) یک منطقه مسکونی در جمهوری آذربایجان است که در شهرستان شمکور واقع شده است. این روستا ۶۲۰۲ نفر جمعیت دارد.